# Karl Jedek

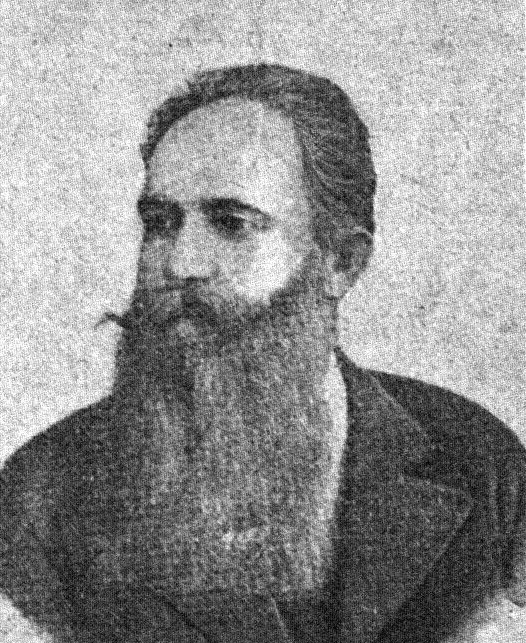
Karl Jedek vor 1907

Karl Jedek (* 16. Oktober 1853 in Spitz an der Donau; † 22. November 1940 ebenda) war ein österreichischer Politiker (CSP), Gastwirt und Holzhändler. Jedek war von 1918 bis 1919 Mitglied der Provisorischen Nationalversammlung und zwischen 1902 und 1932 Abgeordneter zum Landtag von Niederösterreich.

## Leben
Jedek besuchte die Volksschule und nahm Privatunterricht. 1874 übernahm er das Gasthaus „Weißes Rössl“ (Wachauerhof) in Spitz und war auch als Holzhändler tätig. Zusammen mit Augustin Weigl regte er die Ausflugsschifffahrt zwischen Krems und Melk an – das erste Schiff verkehrte im Jahr 1888. Politisch engagierte er sich zwischen 1879 und 1919 als Gemeinderat, zwischen 1888 und 1891 sowie von 1896 bis 1919 war er zudem Bürgermeister von Spitz. Jedek gehörte ab 1902 dem Landtag von Niederösterreich an (dem Provisorischen Landtag, dem Gemeinsamen Landtag, dem Landtag von Niederösterreich-Land und dem Landtag von Niederösterreich (I. und II. Gesetzgebungsperiode)), war vom 17. Juni 1907 bis zum 12. November 1918 Reichsratsabgeordneter (XI. und XII. Legislaturperiode) und gehörte zwischen dem 21. Oktober 1918 und dem 16. Februar 1919 der Provisorischen Nationalversammlung. Jedek schied am 31. Mai 1932 aus dem Landtag aus.